# Samuel Schatzmann
Samuel Schatzmann (* 12. Oktober 1955; † 2. November 2016 in Oftringen) war ein Schweizer Dressurreiter.
Bei den Olympischen Spielen 1988 in Seoul gewann er auf Rochus die Silbermedaille in der Mannschaftsdressur zusammen mit Otto Hofer, Daniel Ramseier und Christine Stückelberger hinter dem westdeutschen Team und vor Kanada. In der Einzeldressur konnte er sich nicht für den Finaldurchgang qualifizieren.
Ein Jahr später gewann Schatzmann auf demselben Pferd die Bronzemedaille in der Mannschaftswertung bei den Europameisterschaften im Dressurreiten 1989 in Bad Mondorf zusammen mit Otto Hofer, Daniel Ramseier und Ulrich Lehmann hinter den Mannschaften der BRD und der Sowjetrepublik.
Schatzmann war promovierter Jurist und Unternehmer. Er förderte die westfälische Pferdezucht, etwa als Züchter durch Zusammenarbeit mit dem Nordrhein-Westfälischen Landgestüt Warendorf. 2015 wurde ihm für seine Verdienste um die westfälische Zucht die Silberne Ehrennadel des Westfälischen Pferdestammbuchs verliehen. Für mehrere Jahre war er Zentralpräsident des Verbandes Schweizer Concoursreiter.